# Lijst van Amerikaanse ministers van Binnenlandse Veiligheid
De minister van Binnenlandse Veiligheid (Engels: Secretary of Homeland Security) leidt het ministerie van Binnenlandse Veiligheid van de Verenigde Staten.

## Ministers van Binnenlandse Veiligheid van deVerenigde Staten(2003–heden)
| Nr.   | Minister van Binnenlandse Veiligheid Secretary of Homeland Security | Minister van Binnenlandse Veiligheid Secretary of Homeland Security | Minister van Binnenlandse Veiligheid Secretary of Homeland Security | Ambtstermijn     | Ambtstermijn     | Partij | President                  | Kabinet    |
| ----- | ------------------------------------------------------------------- | ------------------------------------------------------------------- | ------------------------------------------------------------------- | ---------------- | ---------------- | ------ | -------------------------- | ---------- |
| 1     |                                                                     | Tom Ridge                                                           | Tom Ridge (1945)                                                    | 24 januari 2003  | 1 februari 2005  | R      | George W. Bush (2001–2009) | G. W. Bush |
| [ 2 ] |                                                                     | James Loy                                                           | James Loy (1942)                                                    | 1 februari 2005  | 15 februari 2005 | R      | George W. Bush (2001–2009) | G. W. Bush |
| 2     |                                                                     | Michael Chertoff                                                    | Michael Chertoff (1953)                                             | 15 februari 2005 | 21 januari 2009  | R      | George W. Bush (2001–2009) | G. W. Bush |
| 2     |                                                                     | Michael Chertoff                                                    | Michael Chertoff (1953)                                             | 15 februari 2005 | 21 januari 2009  | R      | Barack Obama (2009–2017)   | Obama      |
| 3     |                                                                     | Janet Napolitano                                                    | Janet Napolitano (1957)                                             | 21 januari 2009  | 6 september 2013 | D      | Barack Obama (2009–2017)   | Obama      |
| [ 3 ] |                                                                     | Rand Beers                                                          | Rand Beers (1942)                                                   | 6 september 2013 | 23 december 2013 | D      | Barack Obama (2009–2017)   | Obama      |
| 4     |                                                                     | Jeh Johnson                                                         | Jeh Johnson (1957)                                                  | 23 december 2013 | 20 januari 2017  | D      | Barack Obama (2009–2017)   | Obama      |
| 5     |                                                                     | John Kelly                                                          | John Kelly (1950)                                                   | 20 januari 2017  | 31 juli 2017     | O      | Donald Trump (2017–2021)   | Trump I    |
| [ 5 ] |                                                                     | Elaine Duke                                                         | Elaine Duke (1958)                                                  | 31 juli 2017     | 6 december 2017  | O      | Donald Trump (2017–2021)   | Trump I    |
| 6     |                                                                     | Kirstjen Nielsen                                                    | Kirstjen Nielsen (1972)                                             | 6 december 2017  | 10 april 2019    | R      | Donald Trump (2017–2021)   | Trump I    |
| [ 6 ] |                                                                     | Kevin McAleenan                                                     | Kevin McAleenan (1971)                                              | 10 april 2019    | 13 november 2019 | O      | Donald Trump (2017–2021)   | Trump I    |
| [ 6 ] |                                                                     | Chad Wolf                                                           | Chad Wolf (1975)                                                    | 13 november 2019 | 11 januari 2021  | R      | Donald Trump (2017–2021)   | Trump I    |
| [ 6 ] |                                                                     | Pete Gaynor                                                         | Pete Gaynor (1968)                                                  | 11 januari 2021  | 20 januari 2021  | R      | Donald Trump (2017–2021)   | Trump I    |
| [ 7 ] |                                                                     | David Pekoske                                                       | David Pekoske (1955)                                                | 20 januari 2021  | 2 februari 2021  | O      | Joe Biden (2021–2025)      | Biden      |
| 7     |                                                                     | Alejandro Mayorkas                                                  | Alejandro Mayorkas (1959)                                           | 2 februari 2021  | 20 januari 2025  | D      | Joe Biden (2021–2025)      | Biden      |
| [ 8 ] |                                                                     | Benjamine Huffman                                                   | Benjamine Huffman                                                   | 20 januari 2025  | 25 januari 2025  | O      | Donald Trump (2025–heden)  | Trump II   |
| 8     |                                                                     | Kristi Noem                                                         | Kristi Noem (1971)                                                  | 25 januari 2025  | heden            | R      | Donald Trump (2025–heden)  | Trump II   |